# Грунь (Тіміш)
Грунь, Груні (рум. Gruni) — село у повіті Тіміш в Румунії. Входить до складу комуни Белінц.
Село розташоване на відстані 367 км на північний захід від Бухареста, 45 км на схід від Тімішоари.

## Населення
За даними перепису населення 2002 року у селі проживали 258 осіб, усі — румуни. Усі жителі села рідною мовою назвали румунську.